# Rhopalothrix plaumanni
Rhopalothrix plaumanni é uma espécie de formiga do gênero Rhopalothrix, pertencente à subfamília Myrmicinae.